# Badahara Dubauliya
Badahara Dubauliya (en népalais : बडहरा दुबौलिया) est un comité de développement villageois du Népal situé dans le district de Nawalparasi. Au recensement de 2011, il comptait 7 447 habitants.